# Ablepharon-Makrostomie-Syndrom
Das Ablepharon-Makrostomie-Syndrom (AMS) ist eine sehr seltene angeborene Erkrankung, ein stark entstellendes Syndrom mit Fehlen der Augenlider (Ablepharie), Augenbrauen, Wimpern und Fehlbildungen an Ohren, Mundhöhle und Genitale. Das Syndrom kann als Form einer Ektodermalen Dysplasie angesehen werden.
Die Erstbeschreibung stammt von den britischen Ärzten Gillian McCarthy und Carolyn West aus dem Jahre 1977.

## Verbreitung
Die Häufigkeit wird mit unter 1 zu 1.000.000 angegeben, bislang wurden erst 15 Patienten beschrieben. Die Vererbung erfolgt am ehesten autosomal-dominant.

## Ursache
Der Erkrankung liegen Mutationen im TWIST2-Gen auf Chromosom 2 Genort q37.3 zugrunde.
Veränderungen in diesem Gen liegen auch beim Barber-Say-Syndrom und beim Setleis-Syndrom vor.

## Klinische Erscheinungen
Klinische Kriterien sind:
- Fehlen der Augenlider, Wimpern, Augenbrauen
- Strabismus
- Tiefsitzende dysplastische Ohrmuscheln
- Abnormal geformte Nasenlöcher, flache Nasenwurzel
- Makrostomie
- Kleine, unterentwickelte Zähne
- Trockene, raue Haut mit Flechtenbildung (Lichenifizierung)
- Häutige Syndaktylien, Streckhemmung der Finger
- Unterentwicklung der Brustwarzen
- Intersexuelles Genitale
- fehlende Jochbögen[2]

## Differentialdiagnose
Abzugrenzen ist das Fraser-Syndrom sowie das Barber-Say-Syndrom mit Ektropium und vermehrter Behaarung, aber keinem Fehlen der Augenlider. Die Genitalanomalien sind beim Barber-Say-Syndrom nicht so ausgeprägt.

## Therapie
Die Behandlung besteht in möglichst frühzeitiger operativer Versorgung.
Die Augenlider, das äußere Ohr und der Mund können rekonstruiert werden, ebenso ist eine Herstellung der Jochbögen möglich.